# Ivar Tengbom

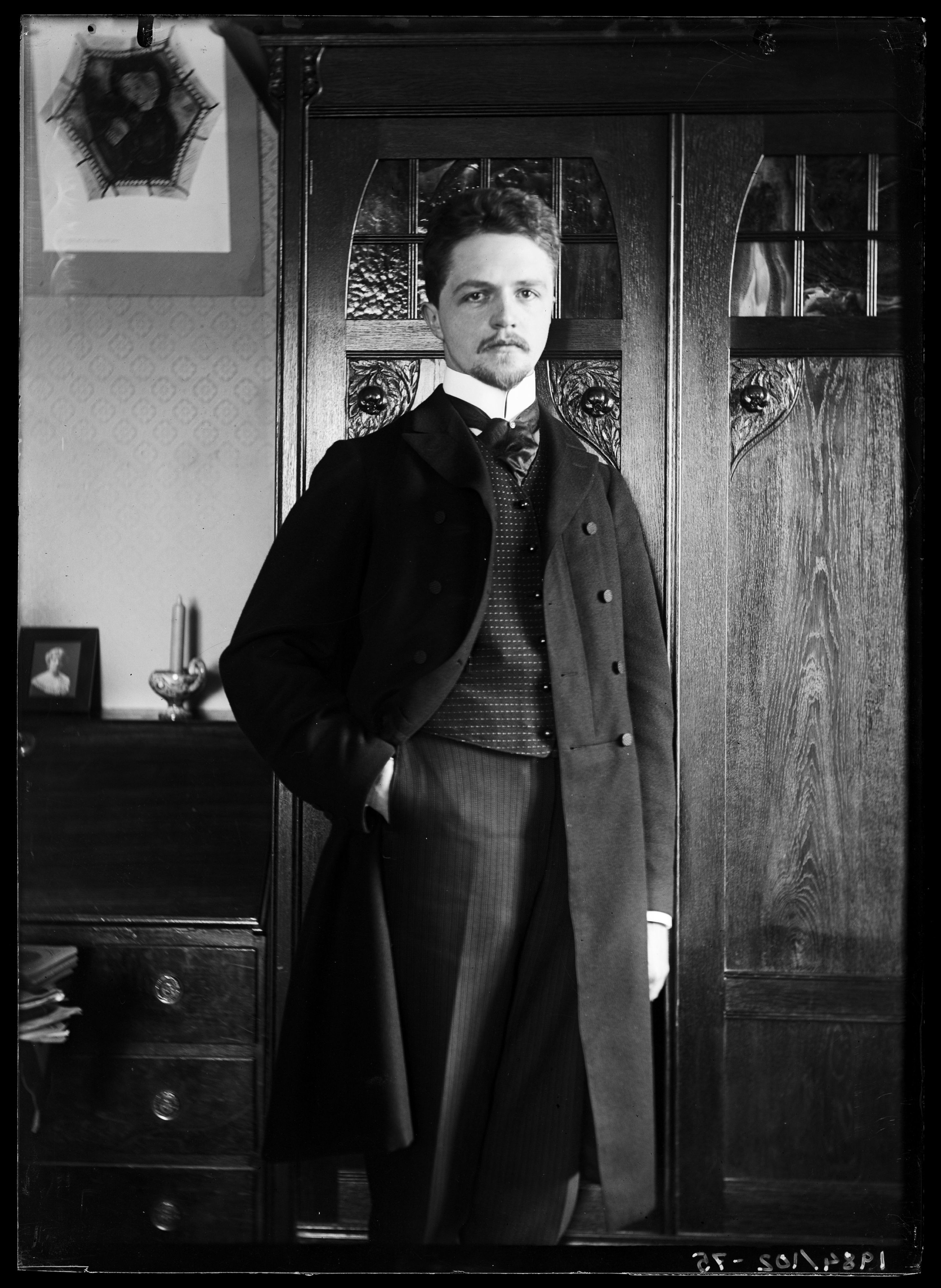
Ivar Tengbom, 1900.

Ivar Justus Tengbom, född 7 april 1878 på Nynäs gård i Vireda socken, död 6 augusti 1968 i Stockholm, var en svensk arkitekt och ämbetsman. Till hans mest kända verk hör Stockholms konserthus och Tändstickspalatset.

## Utbildning och studieresor
Ivar Tengbom tog studentexamen vid Högre allmänna läroverket i Skara och studerade  sedan vid Chalmers tekniska läroanstalt i Göteborg och på Kungliga Konstakademien i Stockholm, som han lämnade 1901 med kunglig medalj. Därefter följde studieresor till Danmark 1903 och till Frankrike 1905-06.

## Liv och verk
Ivar Tengbom växte upp i Falköping. Han återkom till barndomsstaden när han ritade fontänen för bronsskulpturen Venus i badet på Stora Torget.

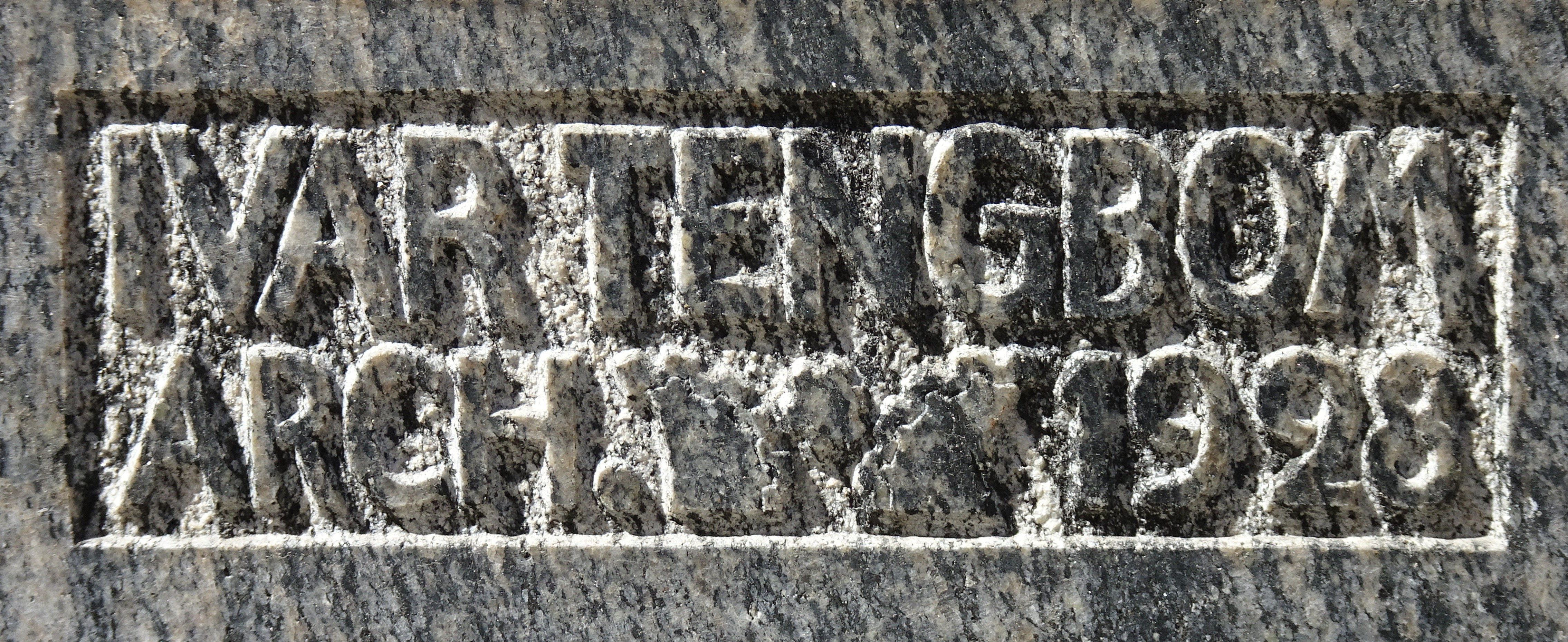
Ivar Tengboms märke på Tändstickspalatset, 1928.

### Tengbom arkitekter
1906 öppnade Tengbom arkitektkontoret Tengbom arkitekter, efter ett tiotal år hade kontoret 25 anställda. Sonen Anders Tengbom (1911-2009) och dennes söner inredningsarkitekt Jonas Tengbom och arkitekt Svante Tengbom har också arbetat för Tengbom arkitekter och fört Ivar Tengboms arv vidare. År 2006 fyllde Tengbom arkitekter hundra år och är därmed ett av världens äldsta fortfarande aktiva arkitektkontor. 

### Samarbete med Ernst Torulf
Tillsammans med kompanjonen Ernst Torulf deltog Ivar Tengbom åren 1903-1912 i en rad tävlingar som betydde genombrottet för nationalromantiken, såsom Engelbrektskyrkan (1906), där de blev andrapristagare, och Borås rådhus (1907) samt Högalidskyrkan (1911) där de segrade. 

### 1910-talet – Nationalromantik
Till en av hans tidiga villabyggnader i nationalromantisk stil hör Villa Backen i Lidingö som han 1910 ritade för paret August och Célie Brunius. År 1915 invigdes byggnaden för Stockholms enskilda bank intill Kungsträdgården i centrala Stockholm (se vidare Kungsträdgårdsgatan 8) samtidigt med byggnaden för Stockholms enskilda bank, Hornsgatan. Under denna tidsperiod skapade han även två högreståndsvillor i Diplomatstaden i Stockholm. Spenshults Sanatorium i Halland invigdes 1913. År 1917 slutfördes byggnationen av Bolltorps Sanatorium utanför Alingsås, som han ritat på uppdrag av Älvsborgs läns landsting. Tengbom var professor vid Kungliga Konsthögskolan 1915–1920.

### 1920-talet – Nordisk klassicism
År 1920 kom Ivar Tengboms stora genombrott när han vann tävlingen om Stockholms Konserthus. Konserthuset som uppfördes 1924-26, var en total manifestation av den nordiska klassicismen i Sverige vid denna tid, internationellt uppmärksammad och känd som Swedish grace. De följande åren var Tengbom en flitigt anlitad arkitekt. Han ritade bland annat flera byggnader för Stockholms enskilda bank (1915), Handelshögskolan i Stockholm (1925) vid Sveavägen 65 och Tändstickspalatset (1928) vid Kungsträdgården för finansmannen Ivar Kreuger. 
Tengbom var generaldirektör för Byggnadsstyrelsen 1924–1936.

### 1930-talet – Funktionalism
I början av 1930-talet hade han dock, som sin kollega Gunnar Asplund, svängt över till en stram funktionalism, där Esselte-huset (1928-34) vid Vasagatan, Citypalatset (1930-32) vid Norrmalmstorg, Himmelfärdskyrkan i Höganäs, samt två av Tobaksmonopolets byggnader (1930-32) respektive (1933-1938) vid Maria Bangata gäller som främsta exempel; här var den radikale funktionalisten Nils Ahrbom en betydelsefull medarbetare.

### 1940-talet
Till Ivar Tengboms arbeten hör även Värmekyrkan i Norrköping samt en av byggnaderna i kvarteret Kåkenhus i Norrköpings industrilandskap. Han har även ritat vattentornet som står i Tornparken i Sundbyberg. Ett av hans sista stora arbeten var Bonnierhuset i Stockholm som han genomförde 1946 tillsammans med sonen Anders Tengbom, efter förstapris i arkitekttävlingen 1937. Åren 1947-49 genomförde Ivar Tengbom en stor omgestaltning av Skara domkyrka, där ett genomgripande tema var att inredningsdetaljer från olika epoker skulle komplettera och samspela med varandra i kyrkorummet. Detta i bjärt kontrast till den tidigare historicerande traditionen, bl. a. representerad av Helgo Zettervall.

## Utmärkelser
- Ledamot av Ingenjörsvetenskapsakademien 1925
- Teknologie hedersdoktor vid Chalmers tekniska högskola 1957[3].

## Familj
Ivar Tengblom var son till Agnes Almqvist som härstammar från Släkten Almqvist från Småland.  Ivar Tengbom var gift mellan 1905 och 1927 med Hjördis Nordin-Tengbom och i detta äktenskap föddes sonen Anders Tengbom och dottern furstinnan Ann Mari von Bismarck. År 1931 gifte Tengbom om sig med grevinnan Madeleine Douglas (1886–1983). Även hans barnbarn, Jonas och Svante Tengbom blev arkitekter. Den senare förde arkitektkontoret vidare. Ivar Tengbom jordfästes i Högalidskyrkan och gravsattes kremerad i en pelare i kyrkorummets södra arkad.

## Verk i urval, bilder
I kronologisk ordning.

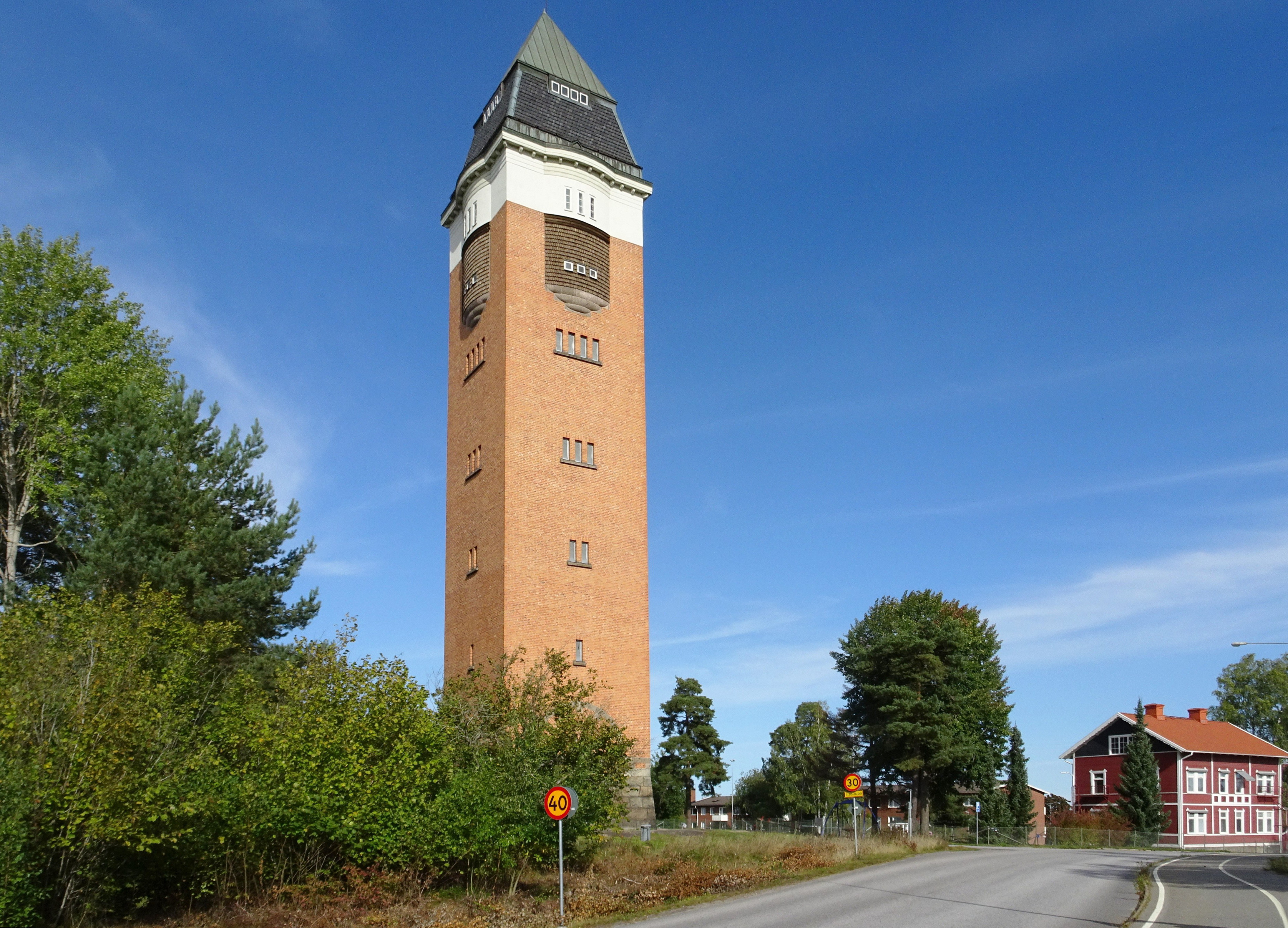
Katrineholms gamla vattentorn (1906)
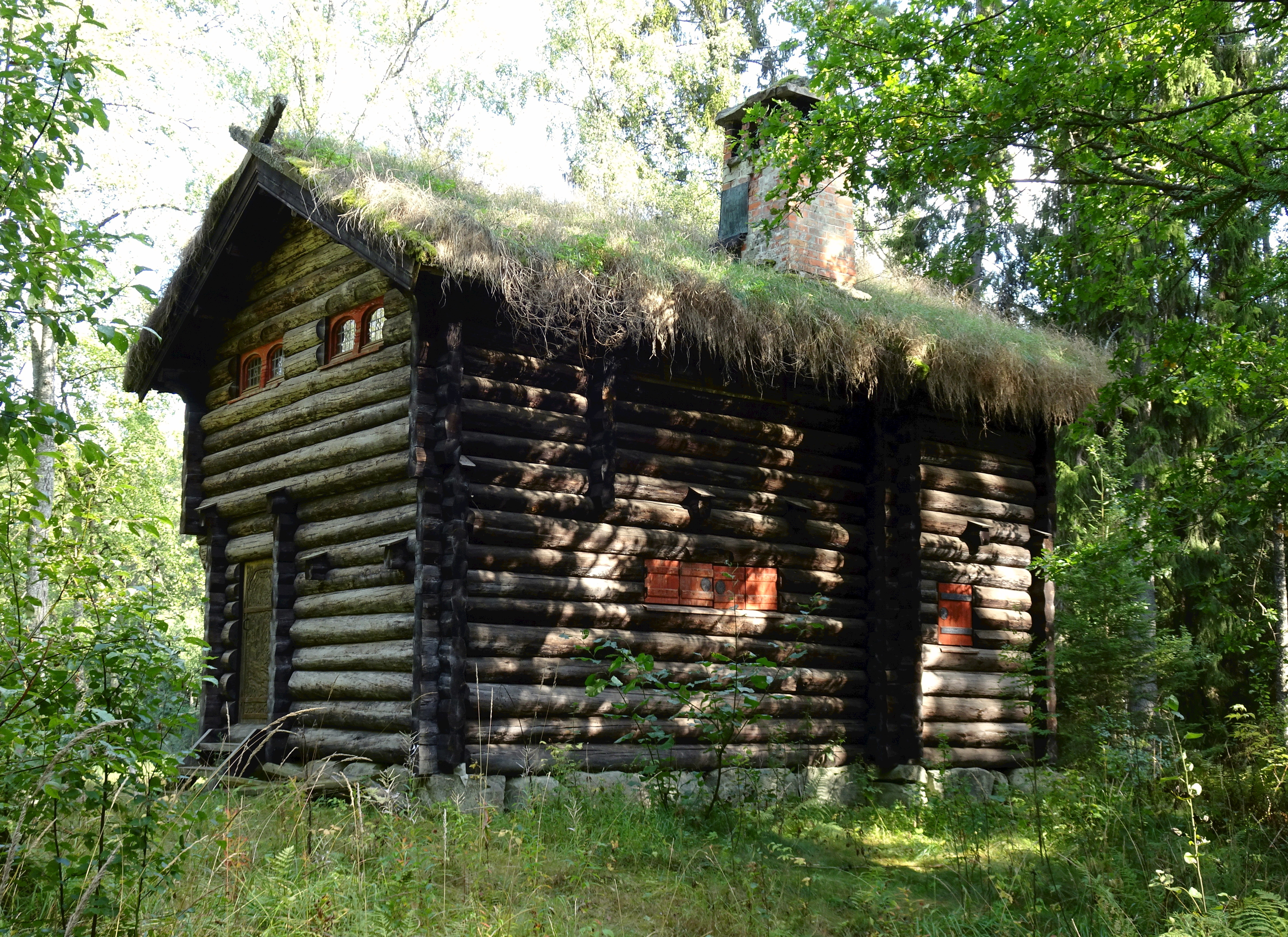
Eric von Rosens jaktstuga (1909)
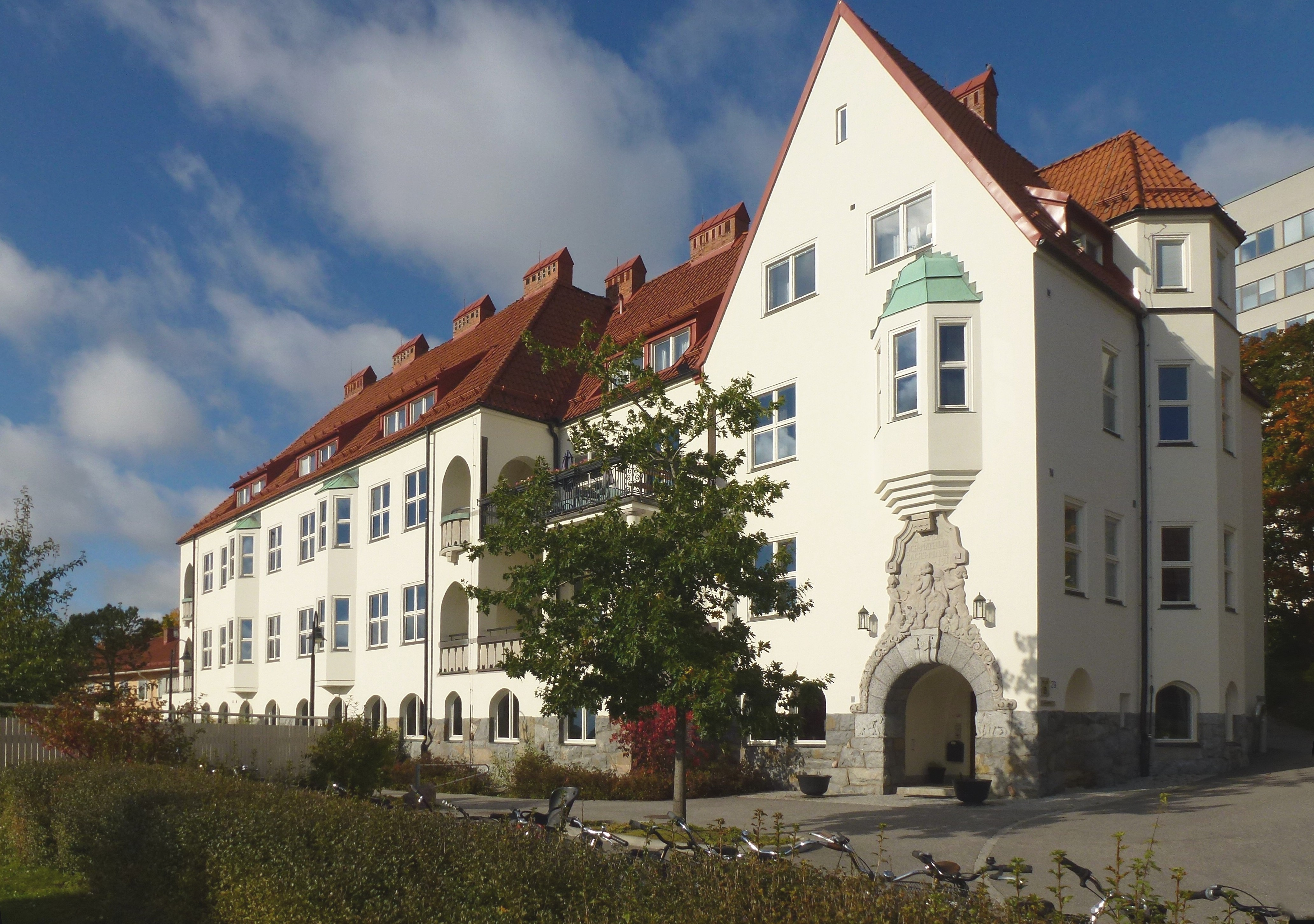
Sachsska barnsjukhuset (1911)
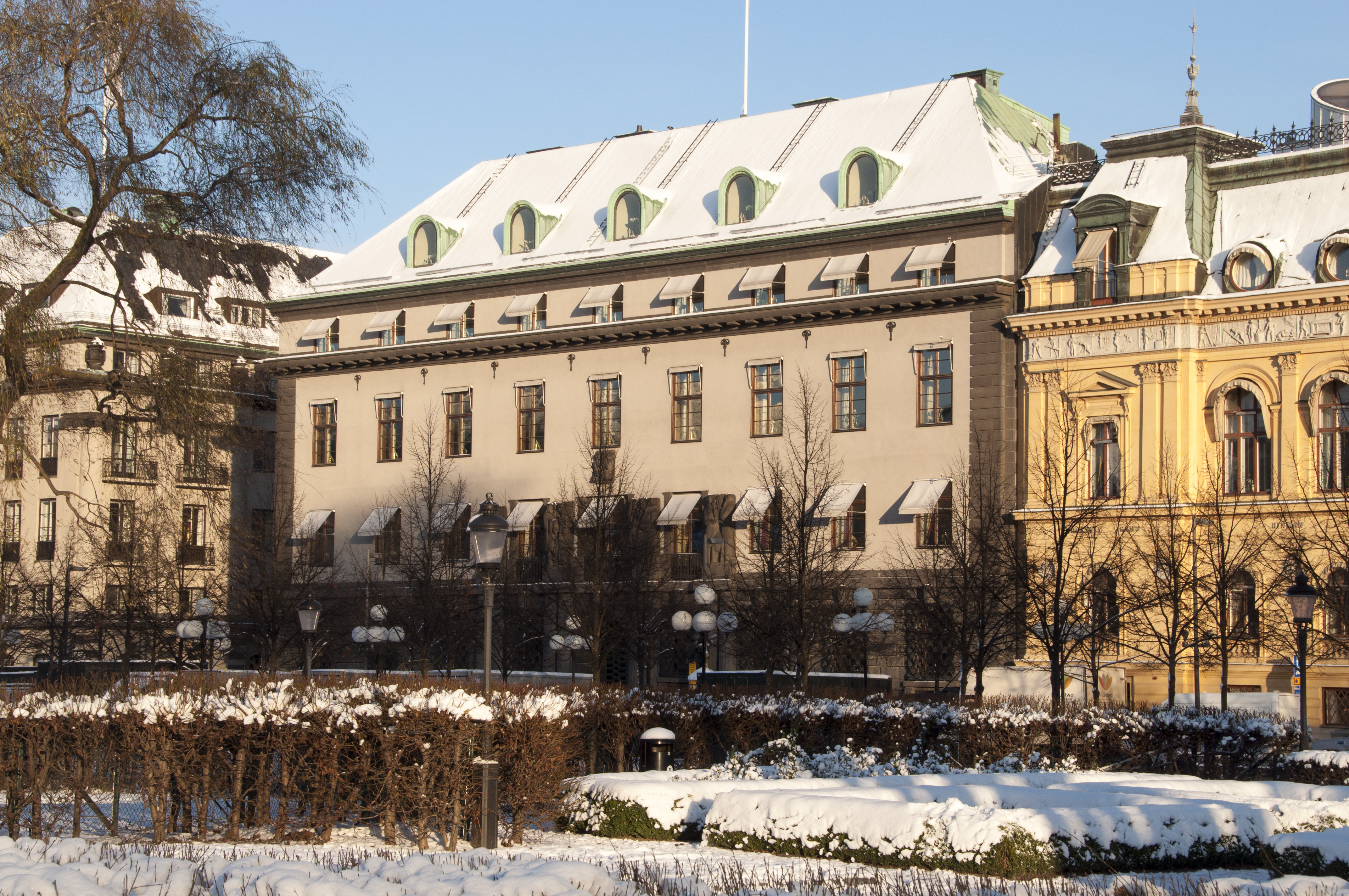
Kungsträdgårdsgatan 8 (1912-1915)

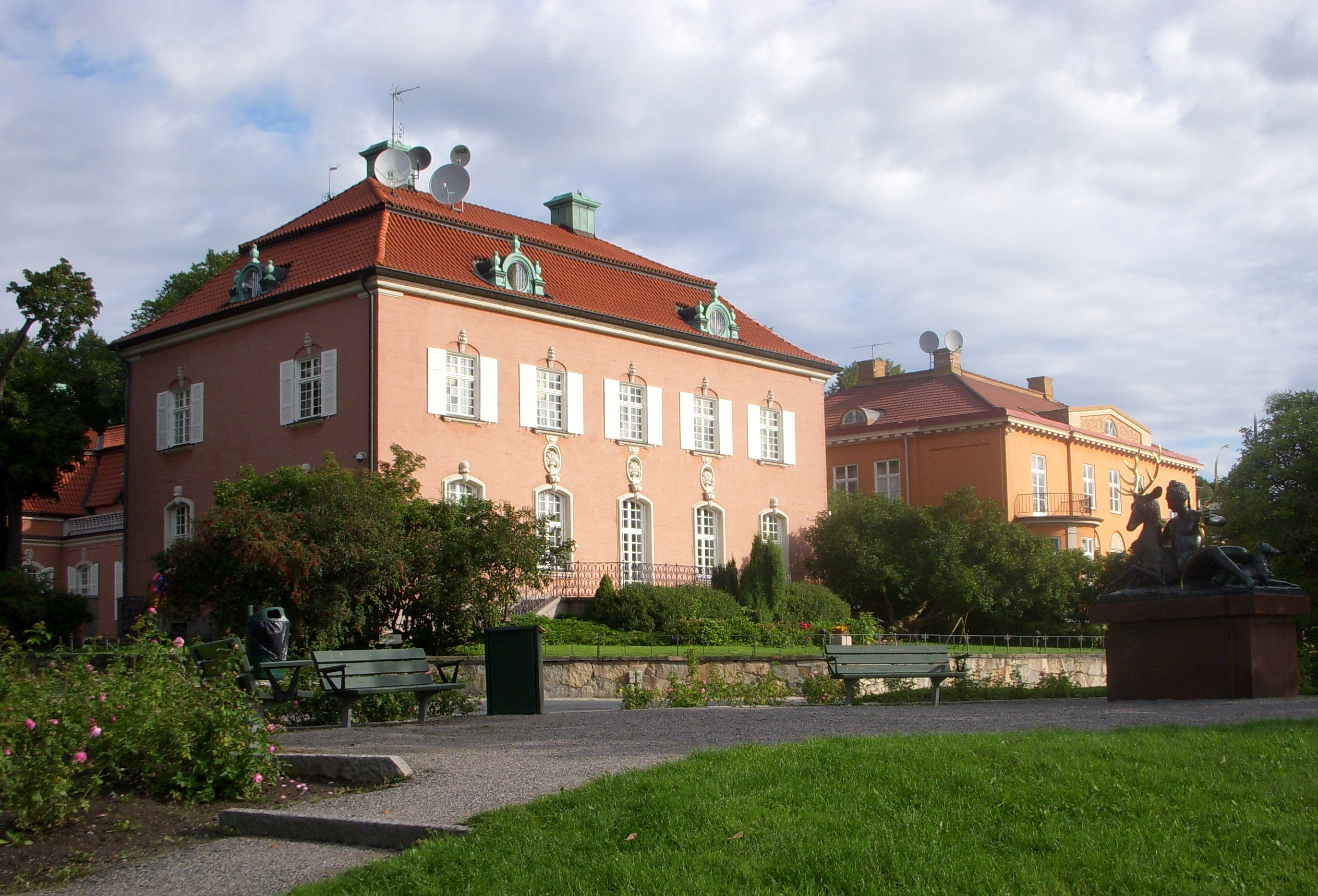
Tillbergska villan (1918-1919) på Laboratoriegatan 10
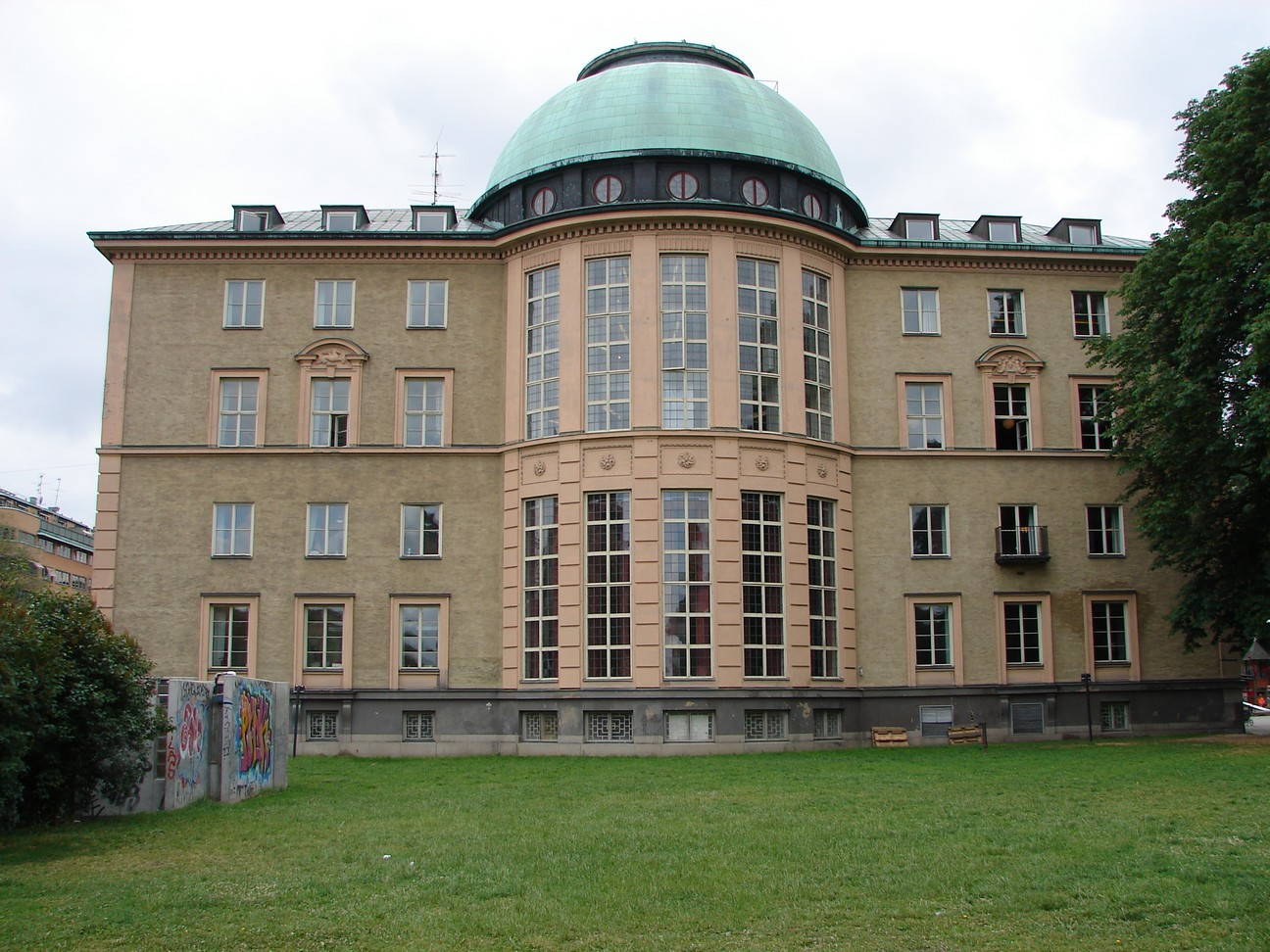
Handelshögskolan i Stockholm (1925) på Sveavägen 65
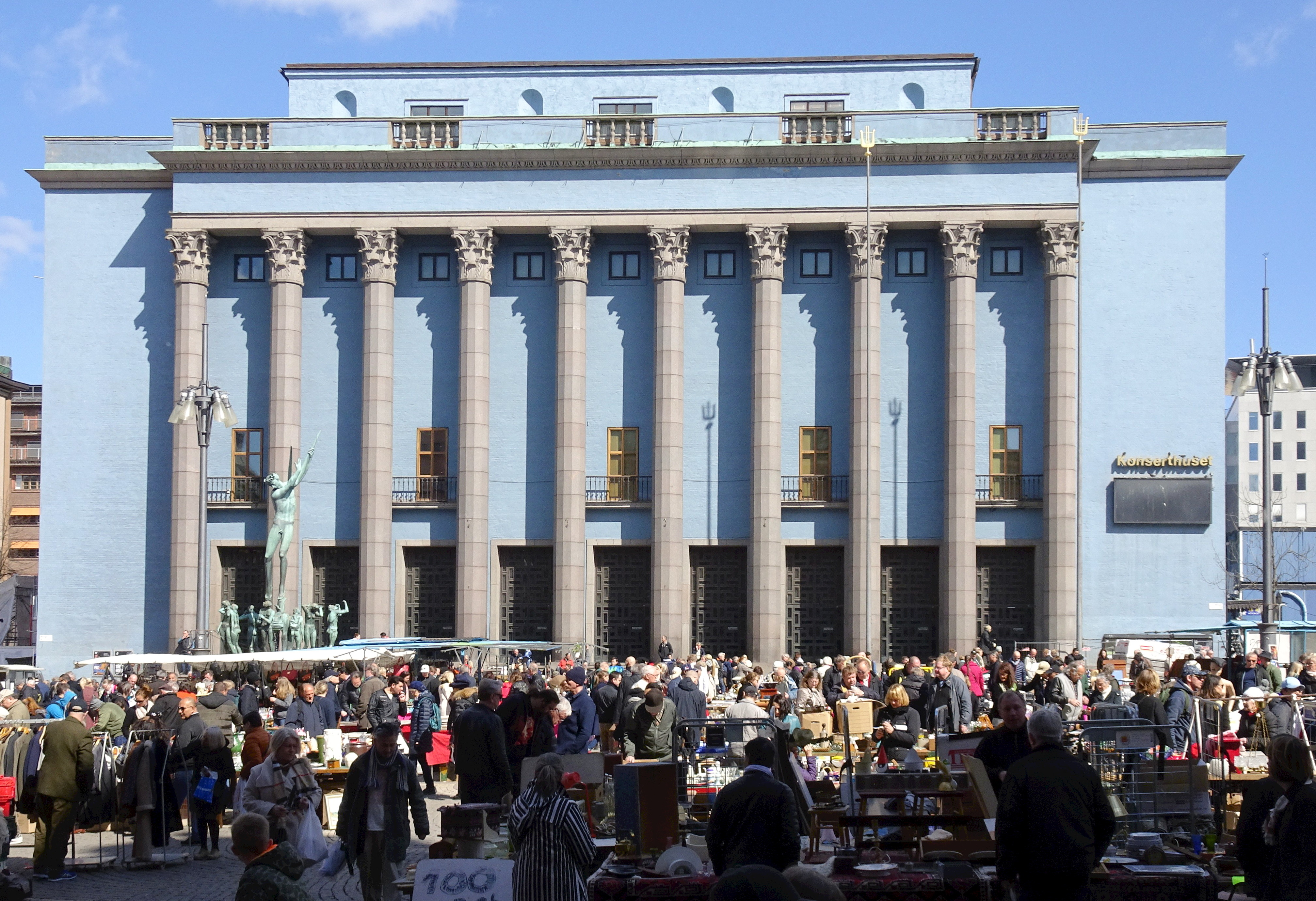
Stockholms konserthus (1924-1926) vid Hötorget 14
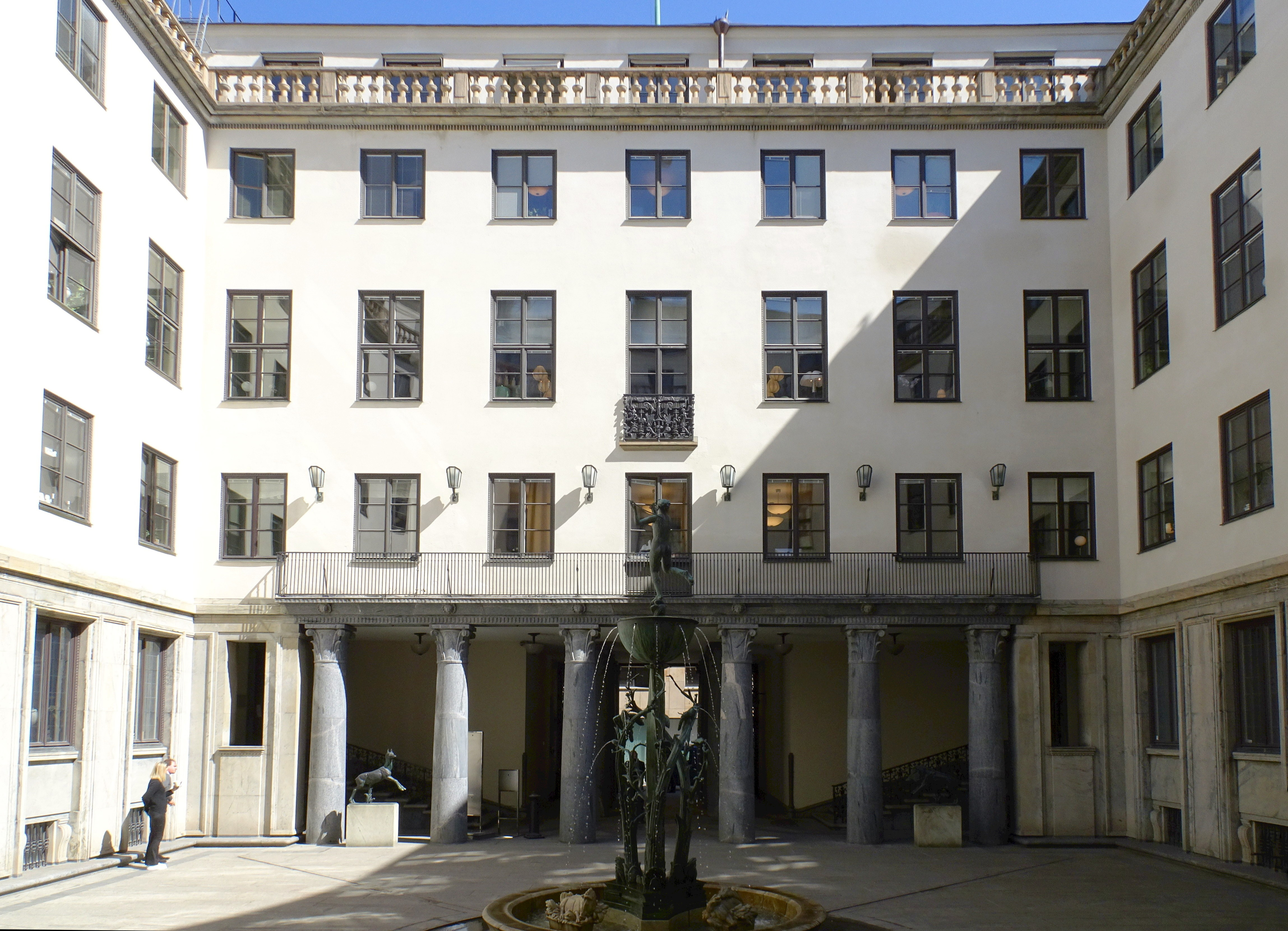
Tändstickspalatset (1926-1928) vid Västra Trädgårdsgatan 15

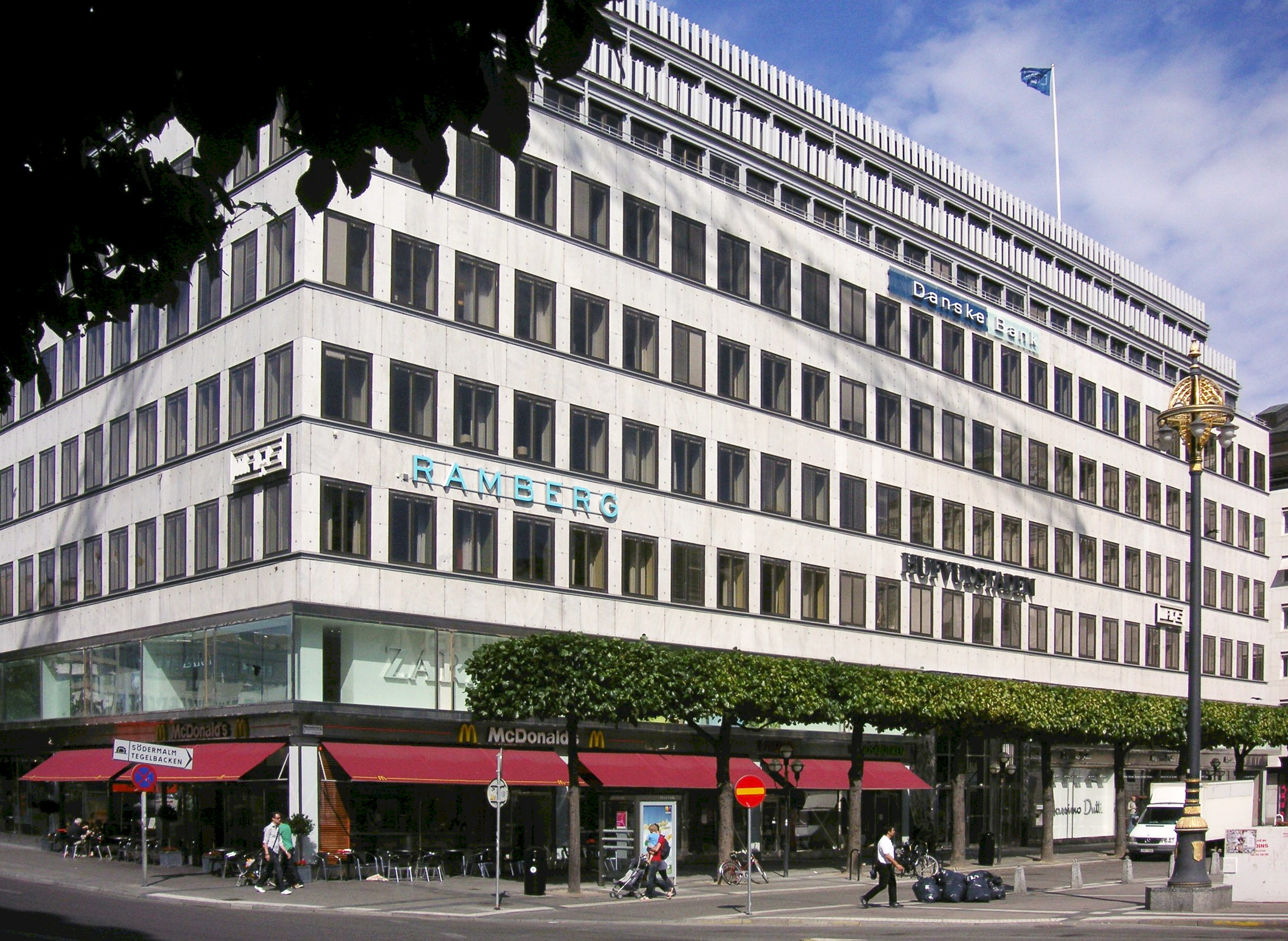
Citypalatset (1930-1932) på Norrmalmstorg 1-3
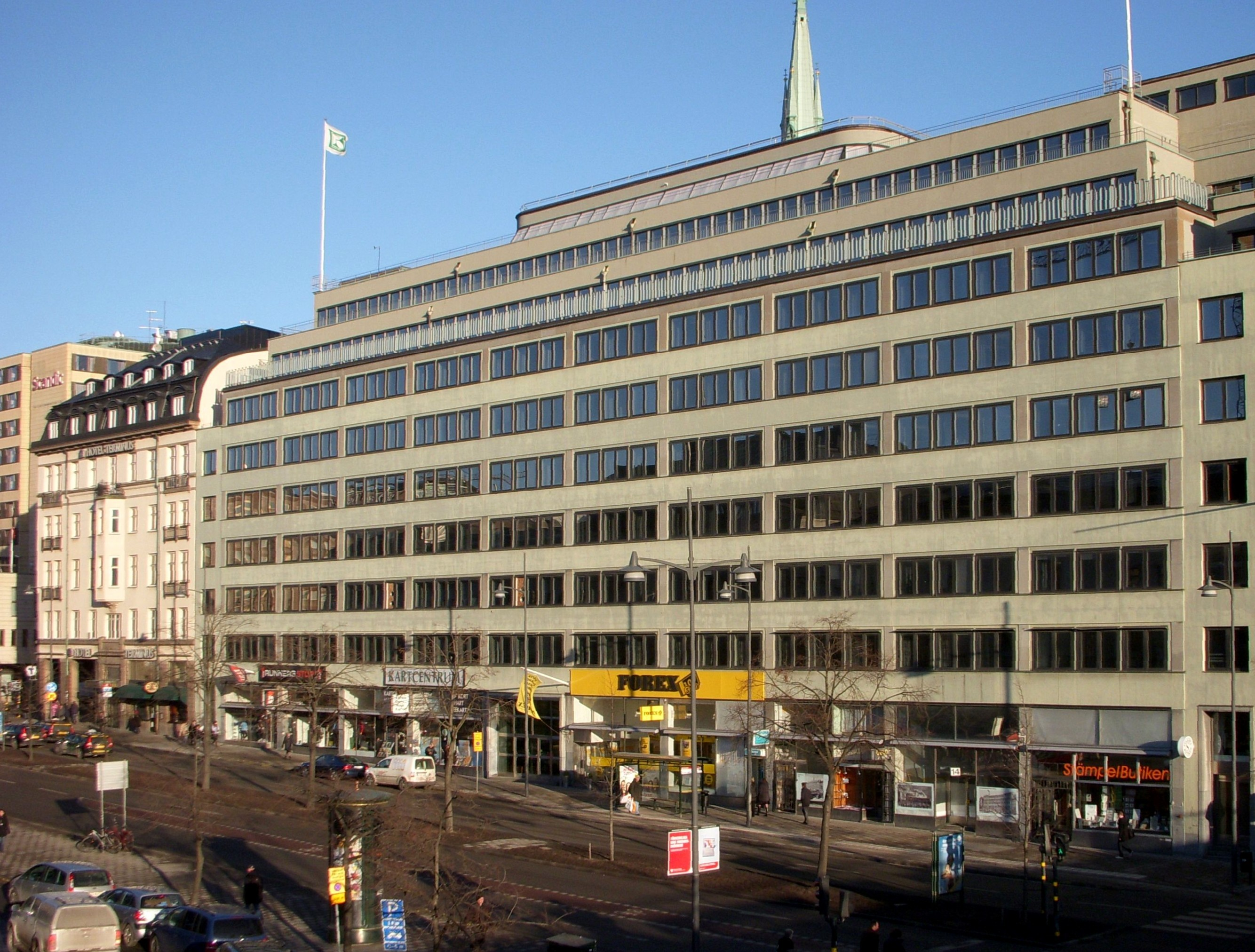
Esselte-huset (1928-1934) på Vasagatan 14-18
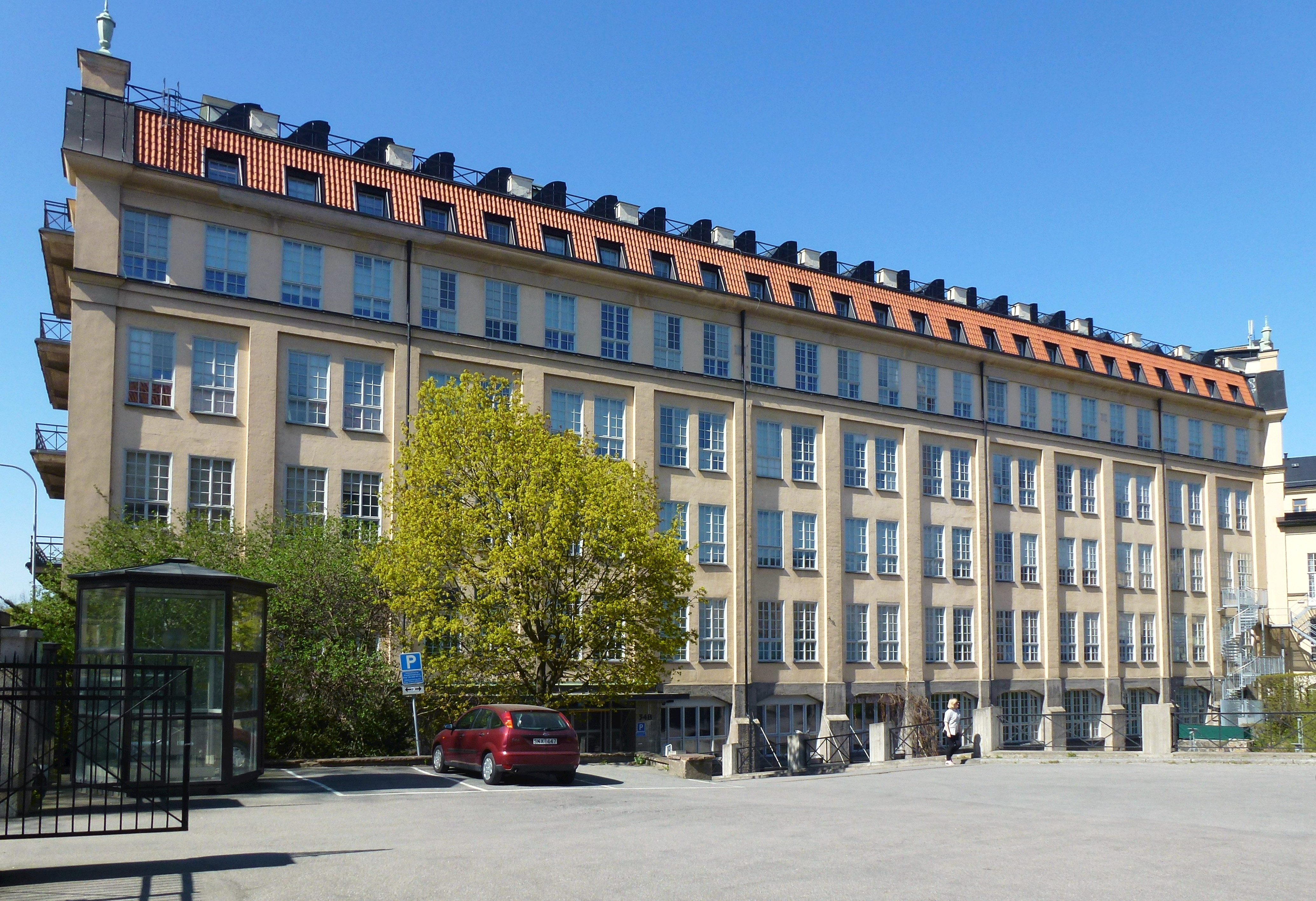
Tobaksmonopolets fabrik (1933-1939) hörnet Maria Bangata-Maria Skolgata
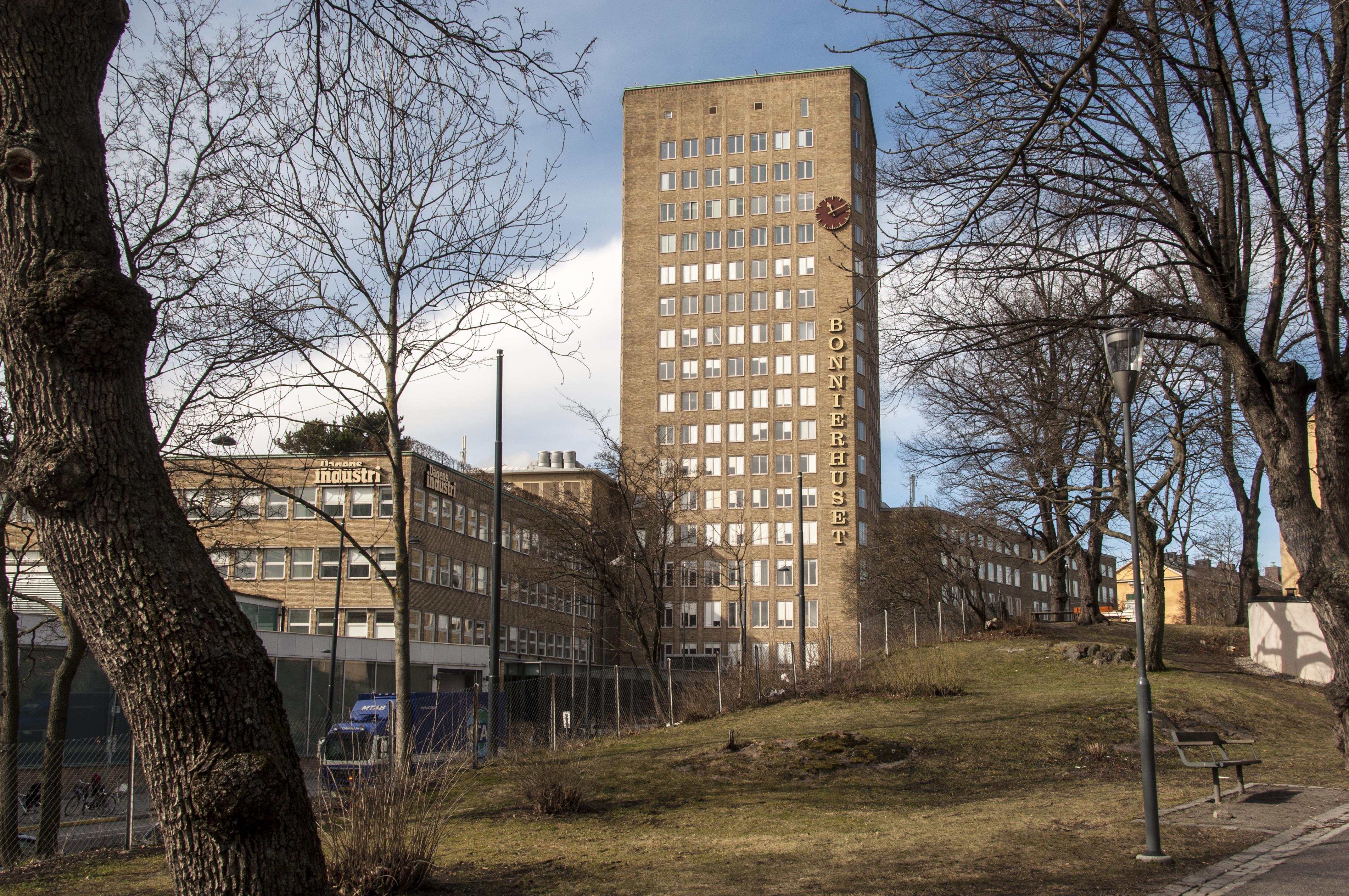
Bonnierhuset (1949) på Torsgatan 21